# Witchcraft Works
Witchcraft Works (ウィッチクラフトワークス Witchikurafuto Wākusu?) es un manga escrito e ilustrado por Ryū Mizunagi. Ha sido serializado en la revista good! Afternoon de Kōdansha desde marzo de 2010 hasta el 7 de febrero de 2022 cuando finalizó con un total 17 volúmenes tankōbon. Una adaptación al anime producida por J.C.Staff se emitió en Japón entre enero y marzo de 2014.

## Sinopsis
Honoka Takamiya es un estudiante de secundaria aparentemente normal que vive una vida normal. Sin embargo, su principal problema en la vida es estar sentado junto a Ayaka Kagari, la bella ídolo y 'princesa' de la escuela.
Pero un día, mientras saca la basura, la torre del reloj del edificio escolar es arrojada misteriosamente hacia él. Afortunadamente, una bruja salta a su rescate y evita el ataque. Se revela que esta bruja no es otra que Ayaka, que lo ha estado observando y protegiendo desde antes.

## Personajes

### Personajes principales
Honoka Takamiya (多華宮 仄 Takamiya Honoka?)
 Seiyū: Yūsuke Kobayashi (actor de voz)
El personaje principal, Honoka es un estudiante de segundo año en la escuela secundaria. Al principio, a menudo se pregunta sobre las frecuentes coincidencias que le suceden. Un día, es atacado por un grupo llamado brujas de la torre que habían estado haciendo intentos encubiertos contra él. Sin embargo, el ataque es frustrado por Ayaka, que resulta ser una bruja del taller y ha estado protegiendo a Honoka durante bastante tiempo. Ya no tiene que ocultar su misión, Ayaka decide hacerse más amigable con él, para disgusto de la mayoría de sus compañeros de clase. Él la aprecia mucho y siente que hay algún tipo de conexión especial entre ellos, pero no puede recordar nada más que sentimientos vagos del pasado.
Una de las principales razones por las que Honoka ha sido atacado se debe a una entidad misteriosa sellada dentro de él llamada Evermillion (エヴァーミリオン?  seiyū Mamiko Noto), también conocida como Princesa Blanca (白姫 Shirohime?). Ocasionalmente, este ser puede manifestarse en una forma física y también puede darle a Honoka enormes cantidades de poder mágico, aunque Ayaka le prohíbe hacerlo (ya que Evermillion le exigirá alguna forma de 'pago'). A través de algún tipo de hechizo, Ayaka es capaz de recurrir a ese poder que la hace prácticamente invencible, pero cualquier daño que reciba Honoka se transfiere directamente a ella.
Ayaka Kagari (火々里 綾火 Kagari Ayaka?)
 Seiyū: Asami Setō
La ídolo de la escuela e hija de la presidenta, Ayaka, es una chica hermosa, inteligente y escultural. Sin embargo, es extremadamente estoica y tiene un coeficiente intelectual social bajo, rara vez cambia su expresión facial. Es compañera de clase de Honoka y la «princesa» oficial de toda la escuela, con autoridad sobre todos en la escuela, excepto la presidenta. Desconocido para muchos, ella es una «Bruja de Fuego» (炎の魔女?) quien es capaz de manipular y controlar el fuego. A través de circunstancias no reveladas, existe un poderoso hechizo entre ella y Honoka, donde no puede ser asesinada, literalmente puede ignorar heridas como ser atravesada por múltiples cuchillas y recibe un poder inagotable y enorme mientras Honoka esté cerca. Sin embargo, ataques poderosos como la petrificación de Medusa aún pueden afectarla si la creencia de Honoka en ella falla, y cualquier daño directo que reciba Honoka se transfiere instantáneamente a ella. Incluso sin magia, físicamente es una luchadora formidable, debido al duro entrenamiento de su madre.
Su misión es proteger a Honoka de las brujas de la torre, pero extiende esta misión a cualquiera que perciba que lo acose o intimide. Según Ayaka, está segura de que ella y Honoka se conocían desde niños, aunque faltan sus recuerdos de esa época, probablemente borrados por alguien.

### Brujas del taller
Kasumi Takamiya (多華宮 霞 Takamiya Kasumi?)
 Seiyū: Ai Kayano
La hermana pequeña de Honoka, que también es una bruja del taller, tiene un familiar en forma de oso de peluche que puede transformarse en un gigantesco robot de combate al que llama «Maka-ron» (摩訶ロン?). Ella tiene un complejo de hermanos extremo con Honoka, su madre relata cómo salta a su cama o trata de bañarse con él cada dos días a pesar de que ambos son adolescentes. Como tal, está extremadamente celosa de Ayaka y a menudo se pelea con ella, especialmente cuando la encuentra a ella y a Honoka en situaciones muy sugerentes. En algún momento se convirtió en una bruja de taller con la tarea de proteger a su hermano cuando Ayaka no estaba cerca. Como su maestro es Rinon, también es una luchadora fuerte mano a mano. Por alguna razón, ella solo puede sacar a relucir su magia completa usando los osos que Honoka le dio como médiums, por lo que ocasionalmente se ve a Macaroon haciendo mandados en el fondo.
Kazane Kagari (火々里 かざね Kagari Kazane?)
 Seiyū: Sayaka Ohara
La madre de Ayaka, jefa de las brujas del taller en la ciudad y la presidenta de la escuela secundaria Tōgetsu que ha estado viva desde las Cruzadas. Kazane ha ganado varios apodos a lo largo de su vida, incluidos «Diente de Dragón» (竜の歯（ドラゴントゥース） Ryū no ha (Doragon To~ūsu)?), «Torturador» y, el más infame, «Bad End».
En agudo contraste con su hija, Kazane es una mujer de mal genio, violenta y fumadora empedernida, con poca tolerancia a los problemas. Si bien es algo inteligente, tiende a manejar las cosas con gran poder en lugar de pensarlas, lo que resulta en malentendidos y falta de detalles importantes. Como jefe del Taller local, Kazane posee una magia tan poderosa que asegura que cuando algo sea destruido por la magia, cualquier persona cercana sobrevivirá sin daños, aunque un daño mágico lo suficientemente grande como para una gran parte de la ciudad puede drenar sus reservas.
Kazane conoce a la familia de Honoka desde hace años, ya que asistió a la escuela secundaria con Komachi Takamiya, la madre de Honoka y Kasumi. Durante sus años de escuela secundaria fue una delincuente violenta, que con frecuencia fue suspendida. La primera vez que ella y Komachi se conocieron fue después de que Kazane golpeara a toda su clase por intimidar a Komachi. Luego se hicieron amigas íntimas, incluso entablando una relación romántica. Sin embargo, como no podían casarse, decidieron casar a Honoka con Ayaka.
Kyōichirō Mikage (深影 恭一郎 Mikage Kyōichirō ?)
 Seiyū: Kazuyuki Okitsu
Un profesor de química en la escuela secundaria de Honoka que ayuda a manejar los recuerdos de la población no bruja cada vez que partes de la ciudad son destruidas por la magia. También recluta brujas en toda la ciudad para el taller. Mikage tiene sus propios planes para Honoka y sus «cosas blancas», pero se desconocen sus verdaderos motivos.
Touko Hio (氷尾 凍子 Hio Tōko?)
 Seiyū: Kana Asumi
Una bruja de taller que se especializa en magia a base de hielo que puede aumentar en proporción a una amenaza percibida, incluso trayendo un frente frío sobre toda la ciudad si se encuentra en peligro mortal. Touko era amiga de la infancia de Ayaka, ya que Kazane (junto con Houzuki, el líder del club de fanes de Ayaka) le pidió que la vigilara, ya que Ayaka casi no tenía inteligencia social para hablar, y continúa observándola en el presente. Touko trabaja a tiempo parcial en varios trabajos diferentes en la ciudad para ayudar a mantener a su familia de 12 hermanos, desde camarera a barman, lo que convenientemente le permite proporcionar información importante a Ayaka cuando sea necesario. Hasta que Ayaka asumió el cargo, ella era la cicepresidenta del consejo estudiantil y ahora es la «vice-vicepresidenta».
Rinon Otometachibana (乙女橘 りのん Otometachibana Rinon?)
 Seiyū: Noriko Shitaya
Una bruja del taller y la maestra de Kasumi en la jerarquía del taller, que también dirige una banda de delincuentes que se disfrazan de hámster. Apodada «Bear Killer» después de presuntamente asfixiar a un tigre (llamado «Bear-eye») hasta la muerte con sus propias manos. Desafió públicamente a Honoka por el control del consejo estudiantil de la escuela pero fue derrotada. A diferencia de otras brujas, Rinon no usa magia visible en absoluto, sino que prefiere usarla para mejorar su inmensa fuerza física. En el anime, se da a entender que se sometió al duro entrenamiento de Kazane junto a Ayaka.
Atori Kuramine (昏峰 あとり Kuramine Atori?)
 Seiyū: Ikumi Hayama
Una bruja de voz suave con orejas de gato que empuña una gran espada. Atori prefiere hablar a través de una pequeña y mágica muñeca ventrílocua que mantiene cerca en casi todo momento. Tiene una comprensión cuestionable de primeros auxilios.

### Brujas de la torre

#### Quinteto KMM
Tanpopo Kuraishi (倉石 たんぽぽ Kuraishi Tanpopo?)
 Seiyū: Shiori Izawa
Una de las brujas de la torre que se transfirió a la misma escuela donde estudian Honoka y Ayaka. Ella es una «usuaria de Shikigami» (式神使い Shikigami Tsukai?) y sus familiares son un ejército de conejos de papel que mágicamente puede convertirse en soldados mecanizados. Ella es la cabeza no oficial del «Quinteto de Marfil» (a.k.a. «pandilla de orejas peludas», o KMM-dan en japonés), un grupo de brujas a quienes se les asignó la tarea de transferirse a la escuela secundaria Tōgetsu y capturar a Honoka Takamiya.
Kanna Utsugi (宇津木 環那 Utsugi Kanna?)
 Seiyū: Shiina Natsukawa
Miembro del Quinteto de Marfil, a pesar de su cara de locura natural, en realidad tiene emociones normales. Su poder es convocar y usar demonios por el libro llamado «Black Vice» (ブラックヴァイス Burakku Vaisu?) que lleva en su espalda, aunque este poder rara vez se muestra.
Rin Kazari (飾 鈴 Kazari Rin?)
 Seiyū: Momo Asakura
Miembro del Quinteto de Marfil que empuña una guadaña. Ella tiene un poder llamado «Bone Animator» (骨使い（ボーンアニメーター） Hone Tsukai (Bon Animeta)?, lit. usuario de hueso), que solo se puede usar para revivir esqueletos muertos de cualquier tamaño y usarlos como sus armas.
Kotetsu Katsura (桂 虎鉄 Katsura Kotetsu?)
 Seiyū: Natsumi Hioka
Miembro del Quinteto de Marfil y del club kendo en Tōgetsu. Su nombre de pila se basa en una espada japonesa del mismo nombre que ella maneja.
Mei Menowa (目野輪 冥 Menowa Mei?)
 Seiyū: Yuko Iida
Una de las brujas de la torre que forman el Quinteto de Marfil. Ella tiene la capacidad de atravesar paredes y crear una barrera defensiva. Usa una piel de lobo completa llamada «Coast Fenrir», una especie de lobo bebé formado a partir de la pluma de un ángel caído que funciona como un apéndice extra y un arma semi-sensible.

#### Otros
Chronoire Schwarz VI (クロノワールシュヴァルツ・シックス Kuronowārushuvarutsu Shikkusu?)
 Seiyū: Rie Kugimiya
Una poderosa bruja de la torre que se especializa en la elaboración de pociones y, a menudo, camina con un cocodrilo bien vestido conocido como Sebastián. Tiene sus propios planes para las «cosas blancas» de Honoka. Chronoire está en términos relativamente neutrales con Kazane a pesar de ser oficialmente enemigos; a veces Kazane la golpea físicamente y la tortura para obtener información, otras veces le confía la presidencia temporal de la escuela mientras está en otros asuntos. Chronoire también se ha ganado el apodo de «Dead End» por su habilidad para convertirse en un monstruo en forma de cocodrilo y comerse literalmente a otras brujas si así lo desea.
Medusa (メデューサ Medyūsa?)
 Seiyū: Miyuki Sawashiro
Una torre bruja de alto rango que controla la pandilla KMM y sus asociados para robar las «cosas blancas» de Honoka para ella. Tiene el poder de petrificar a sus enemigos en estatuas de piedra, pero se ha debilitado después de estar atrapada en una prisión mágica.
Weekend (ウィークエンド Wīkuendo?)
 Seiyū: Aya Hirano
Una bruja de la torre cuya fuerza principal es la planificación y preparación meticulosa en comparación con cualquier poder abiertamente mágico. Aunque Weekend no es su verdadero nombre, lo usa de todos modos por la notoriedad que le aporta. La especialidad de Weekend consiste en preparar explosivos de variedades tanto mágicas como no mágicas. Dirige su propia pequeña facción para secuestrar a Honoka por sus «cosas blancas» también.
Komachi Takamiya (多華宮 小町 Takamiya Komachi?)
 Seiyū: Ayako Kawasumi
La madre de Honoka y Kasumi. Es una madre alegre y solidaria que se enamoró de Kazane durante sus años escolares y prometió casarse con ella (en cambio, arreglan el matrimonio de sus futuros hijos).
Kanae Hozuki (鬼灯 火苗 Hozuki Kanae?)
 Seiyū: Yō Taichi
Es la directora del club de fans de Kagari y también miembro del consejo estudiantil de la escuela. Ella, junto con Touko, comenzó a servir a Kagari como su asistente durante la escuela secundaria. Conocida por su máxima dedicación y admiración por cuidar a Kagari, evita que los indeseables se acerquen a Kagari e incluso le ordena a Obama que los golpee, tal como lo hizo con Honoka. Al ver como Kagari protege a Honoka, esta la amenazó con expulsarla, Kanae deja de intimidarlo.

## Medios

### Manga
El manga ha sido publicado desde el 5 de marzo de 2010 en la revista good! Afternoon de la editorial Kōdansha desde marzo de 2010 hasta el 7 de febrero de 2022 cuando finalizó con un total 17 volúmenes tankōbon.
Ese mismo día se anunció que el manga "Witchcraft Works", tendrá un spin-off que se empezó a publicar el 7 de marzo en la revista Good Afternon. El spin-off tendrá por título «Witchcraft Works EXTRA» y estará enfocado en el pasado y futuro de los personajes.
| N.º | Fecha de lanzamiento   | ISBN original          |
| --- | ---------------------- | ---------------------- |
| 1   | 5 de noviembre de 2010 | ISBN 978-4-06-310713-5 |
| 2   | 7 de julio de 2011     | ISBN 978-4-06-310760-9 |
| 3   | 7 de marzo de 2012     | ISBN 978-4-06-387810-3 |
| 4   | 7 de noviembre de 2012 | ISBN 978-4-06-387849-3 |
| 5   | 5 de mayo de 2013      | ISBN 978-4-06-387884-4 |
| 6   | 7 de noviembre de 2013 | ISBN 978-4-06-387931-5 |
| 7   | 7 de julio de 2014     | ISBN 978-4-06-387981-0 |
| 8   | 7 de enero de 2015     | ISBN 978-4-06-388026-7 |
| 9   | 6 de noviembre de 2015 | ISBN 978-4-06-388099-1 |
| 10  | 7 de noviembre de 2016 | ISBN 978-4-06-388201-8 |
| 11  | 7 de agosto de 2017    | ISBN 978-4-06-388282-7 |
| 12  | 7 de junio de 2018     | ISBN 978-4-06-511537-4 |
| 13  | 7 de diciembre de 2018 | ISBN 978-4-06-513898-4 |
| 14  | 7 de noviembre de 2019 | ISBN 978-4-06-517558-3 |
| 15  | 7 de octubre de 2020   | ISBN 978-4-06-520913-4 |
| 16  | 7 de julio de 2021     | ISBN 978-4-06-524050-2 |
| 17  | 7 de marzo de 2022     | ISBN 978-4-06-527105-6 |

### Anime
La adaptación al anime fue anunciada en el número #25 de la revista good! Afternoon publicado en noviembre de 2012. La serie fue animada por J.C.Staff y escrita y dirigida por Tsutomu Mizushima. El primer episodio de la serie fue proyectado en el teatro Cinemart Shinjuku de Tokio el 29 de diciembre de 2013 y transmitido a 2000 personas el 30 de diciembre de 2013, por Bandai Channel y transmitido entre el 5 de enero y el 23 de marzo de 2014 en Tokyo MX. Además, el anime fue transmitido por TVA, AT-X, BS11 y ABC y Crunchyroll lo transmitió con subtítulos en inglés. La música de la serie fue compuesta por Technoboys Pulcraft Green-Fund. El tema de apertura es «divine intervention» de Fhána y el ending «Witch☆Activity» (ウィッチ☆アクティビティ?) de KMM Gang que consiste en Izawa, Natsukawa, Asakura, Hioka e Iida.

## Recepción
El cuarto volumen del manga ocupó el puesto número 25 en las listas de Oricon en noviembre de 2012 con un total de 27 389 copias vendidas en menos de una semana. El quinto volumen ocupó el puesto 28 en las listas de Oricon en mayo de 2013 con un total de 31 678 copias vendidas en menos de una semana. El sexto volumen ocupó el puesto 29 en las listas de Oricon en noviembre de 2013 con un total de 27 573 copias vendidas en menos de una semana.